# Bucculatrix chrysanthenella
Bucculatrix chrysanthenella är en fjärilsart som beskrevs av Hans Rebel 1906. Bucculatrix chrysanthenella ingår i släktet Bucculatrix och familjen kronmalar. Inga underarter finns listade i Catalogue of Life.